# Axel Christian Reuterholm

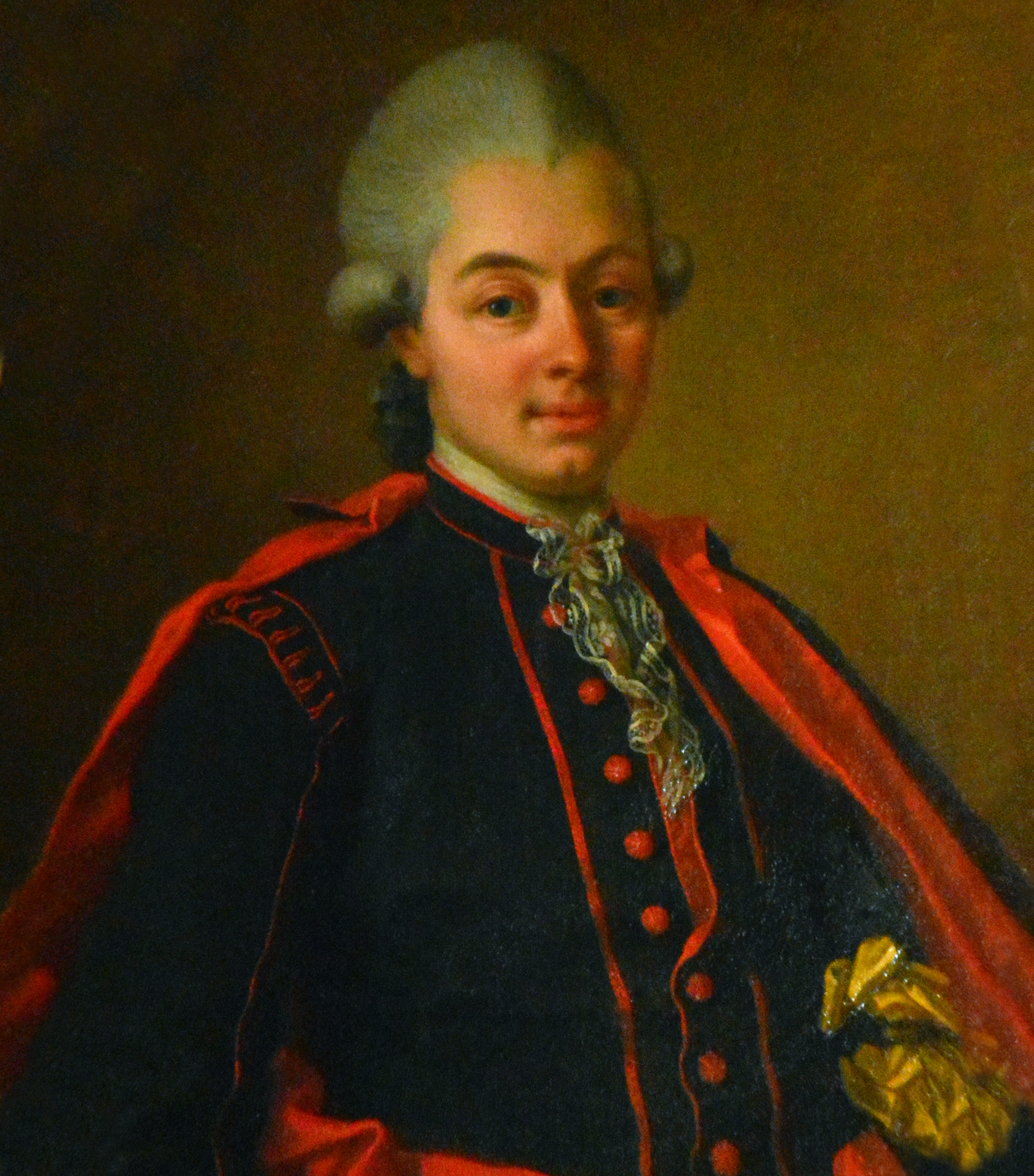
Porträtt i olja av Ulrika Pasch, Statens porträttsamling.

Axel Christian Reuterholm, född 27 september 1753, död 19 januari 1811 på Loviselund i Finland, var en svensk militär och ämbetsman. Han var son till riksrådet Esbjörn Christian Reuterholm. Hans maka var konstnär Lovisa Charlotta Malm-Reuterholm.
Efter avslutade studier tjänstgjorde Reuterholm till en början i Svea hovrätt men övergick snart till den militära banan och blev 1771 kornett vid Bohus dragonregemente, där han 1774 befordrades till löjtnant. 1778 transporterades han till livdrabanterna som vice korpral. Emellertid lämnade han den militära banan och utnämndes 1783 till adjungerad ledamot i Åbo hovrätt, med säte och stämma framför assessorerna, och blev 1784 lagman över Nylands och Tavastehus lagsaga. Sedan hans yngre bror Gustaf Adolf Reuterholm kommit till makten under Gustaf IV Adolfs förmyndarregering, följde en rad av tjänstebyten för Reuterholm, alla åtföljda av för honom fördelaktiga ackordssummor. Efter att ha bortackorderat sin lagmanssyssla till annan person 1792, då han erhöll landshövdings titel, kallades han 1793 till ledamot av Högsta domstolen och erhöll 1794 fullmakt att vara president i Göta hovrätt, vilken syssla han dock aldrig tillträdde utan 1795 mot en ansenlig summa bortackorderade. Han blev då i stället president i Statskontoret men förflyttades 1796 som president till Vasa hovrätt. Då ryssarna 1808 plundrade Vasa, undkom Reuterholm med knapp nöd med livet och ställde sig därefter under ryska arméns skydd.
Liksom fadern och farfadern var Reuterholm en ivrig samlare, i synnerhet av acta publica, förordningar o. dyl., vilka nu, utgörande ett stort antal band, förvaras i Kungliga biblioteket. En annan samling "Reuterholmska papper" inköptes 1824 av svenska regeringen från hans änka.